# Fiat Regata
Fiat Regata (Typ 138) — автомобіль, що випускався італійською компанією Fiat з 1983 по 1990 рік. Був версією седан для автомобіля Fiat Ritmo.

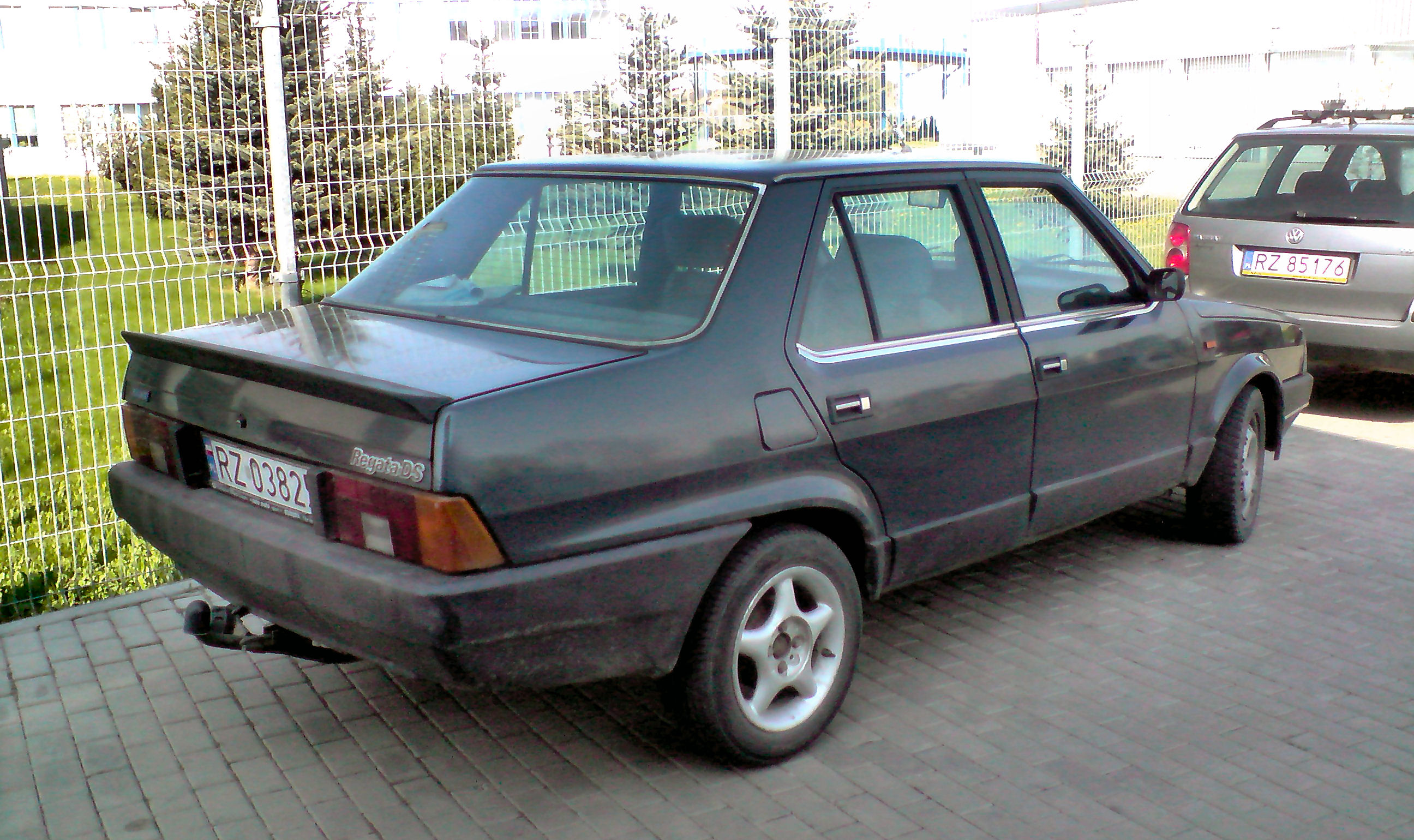

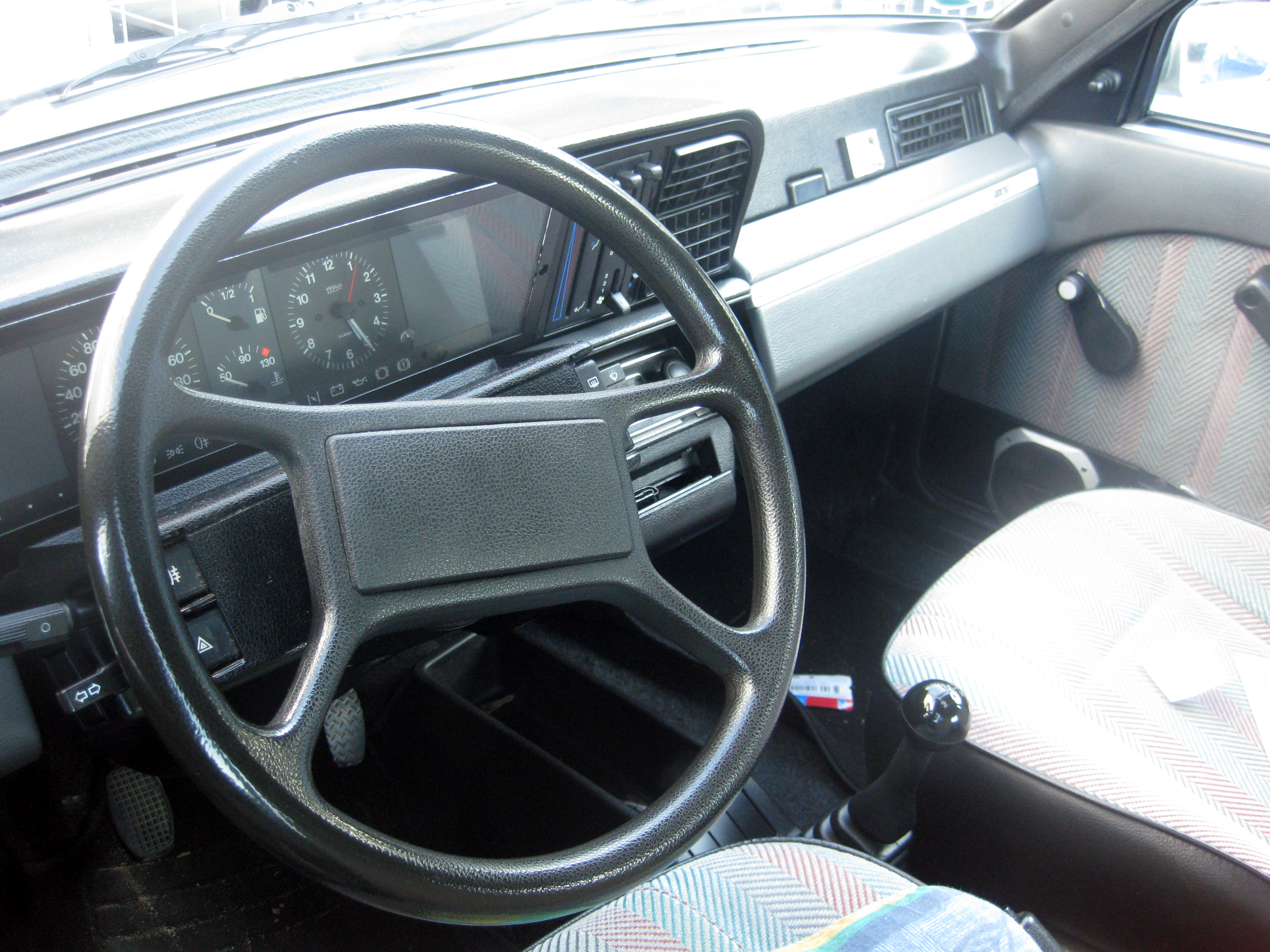

Комплектувався трьома видами бензинових і двома дизельними двигунами. На основі дизайну кузова Regata в Туреччини випускалися автомобілі Tofaş Şahin і Tofaş Doğan, однак з точки зору внутрішнього устрою вони були засновані на задньопривідному Fiat 131. 
Іспанський автовиробник SEAT випускав автомобіль з кузовом седан SEAT Málaga на основі Ritmo, проте розробка цієї моделі велася іспанцями самостійно.
Всього було виготовлено 822 000 автомобілів в Італії і 56 789 автомобілів в Аргентині.